# Marcel Gobillot
Marcel Gobillot (Parigi, 3 gennaio 1900 – Montreuil, 12 gennaio 1981) è stato un ciclista su strada francese.

## Palmarès

### Olimpiadi
- Oro a Anversa 1920 nella corsa a squadre.